# Dmitri Dobroskok
Dmitri Dobroskok (Rusia, 1 de marzo de 1984) es un clavadista o saltador de trampolín ruso especializado en plataforma de 10 metros, donde consiguió ser campeón mundial en 2005 en los saltos sincronizados.

## Carrera deportiva
En el Campeonato Mundial de Natación de 2005 celebrado en Montreal (Canadá) ganó la medalla de oro en los saltos sincronizados desde la plataforma de 10 metros, con una puntuación de 392 puntos, por delante de los chinos y británicos, siendo su compañero de saltos Gleb Galperin; y tres años después, en los Juegos Olímpicos de Pekín 2008 ganó la medalla de bronce en la misma prueba de saltos sincronizados.